# Мозаїки Київського річкового вокзалу
Моза́їки річко́вого вокза́лу — мозаїчна композиція в інтер'єрі Київського річкового вокзалу, яка складається з кількох панно: «Дніпро — торговельний шлях», «Богдан Хмельницький», «Чайки над Дніпром» та інші.
На думку дослідників, мозаїки річкового вокзалу — найвиразніші серед перших творів, виконаних у стилі українського монументального мистецтва 1960-х років.

## Історія створення

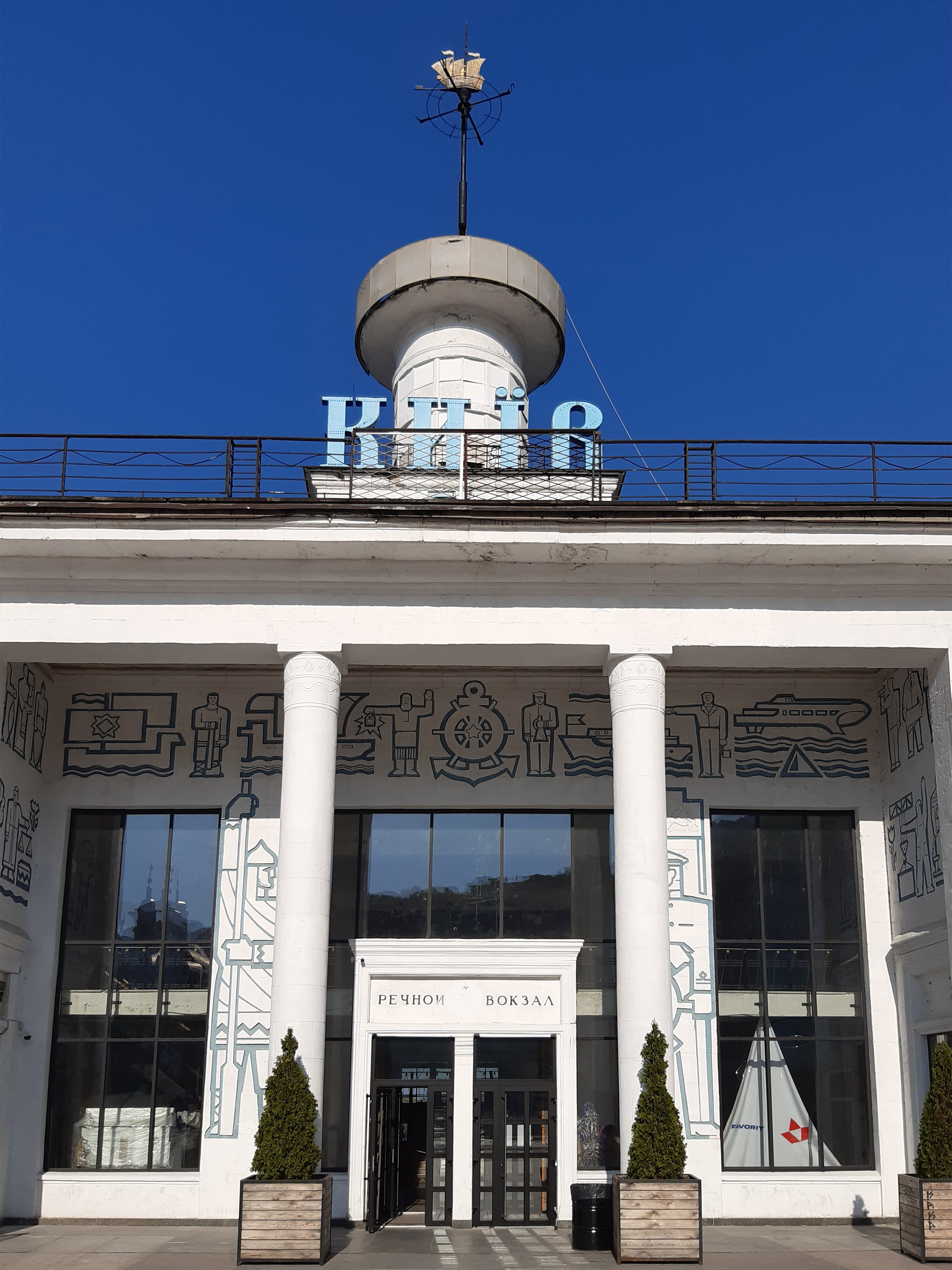
Контррельєфи на портику річкового вокзалу

У 1957—1961 роках на Поштовій площі за проєктом архітекторів Вадима Гопкало, Вадима Ладного, Григорія Слуцького та інших збудували Київський річковий вокзал.
Виконати оздоблення інтер'єрів запросили художників Ернеста Коткова, Валерія Ламаха та Івана Литовченка, авторів монументальних мозаїк на житлових будинках по проспекту Перемоги, в аеропорту «Бориспіль» і метро Шулявська.
Після ухвали 4 листопада 1955 року постанови ЦК КПРС і Ради Міністрів СРСР «Про усунення надмірностей у проектуванні і будівництві» заборонялося прикрашати будівлі традиційною ліпниною й декоруванням. Відтепер колони, карнизи, лопатки і стіні мали порожній вигляд. Перед митцями поставили завдання виправити ситуацію, зважаючи на нові обставини.
Оформлення річкового вокзалу стало першою значною роботою Валерія Ламаха і Ернеста Коткова. На думку дослідників, цей твір у співавторстві з Іваном Литовченко ознаменував «народження нового стилю в українському монументальному мистецтві і міцне утвердження мозаїчних панно в громадських інтер'єрах».
Художнє вирішення внутрішнього простору тоді сприйняли як новаторське. Уперше для оформлення стін використали великий обсяг мозаїки з дешевої керамічної плитки. На той час ще не було місцевої бази для виробництва смальти. Тому монументалісти використовували англійські кольорові цементи та звичайну сантехнічну плитку, яку власноруч фарбували і знову обпалювали. Цей яскравий матеріал надавав стилізованим композиціям виразного колориту. Новаторство проявилося в прагненні об'єднати інтер'єри за допомогою мистецтва в єдине ціле, апробувати нові матеріали і способи кладки керамічної мозаїки. Новизна звучала і в спробі розкрити в алегоричній формі призначення будівлі вокзалу. Окремі сюжети («Дніпро — торговельний шлях», «Богдан Хмельницький», «Україна», «Чайки над Дніпром» та інші), об'єднані спільною темою, ілюстрували минуле й сучасність міста, оспівували Дніпро, розкривали його призначення. Новим було вільне зіставлення різних масштабів, чергування площин, ритмів. Митцям вдалося створити орнаментальний і водночас епічний цикл.
2011 року разом із реконструкцією розв'язки на Поштовій площі була запланована і реконструкція річкового вокзалу. За попередніми підрахунками, вартість робіт становить $5 млн.
Водночас мозаїчні панно перебувають у вкрай занедбаному стані. Під час розважальних заходів, які проходили у приміщенні вокзалу, мозаїка зазнала дедалі більшого пошкодження. Окрім того, вандали збивають плитку і розписують графіті. Так, вони зафарбували чорною фарбою нижній край панно «Дніпро — торговельний шлях».

## Опис

Панно «Дніпро — торговельний шлях»

Панно «Богдан Хмельницький»

Панно «Україна»

Фриз «Дніпро промисловий»

Фриз «Відпочинок на Дніпрі»

### Контррельєфи
Творчий колектив почав розвивати ідею річкового флоту, закладену в самому вигляді будівлі, з портика головного входу. Його підкреслили лаконічними контррельєфами (різновид заглибленого рельєфу).

### «Чайки над Дніпром»
У вестибюлі над входами в зали створені «острівні» композиції «Чайки над Дніпром» або «Чайки». На них птахи зображені схематичним ламаним контуром, заданим великим модулем плитки.

### «Дніпро— торговельний шлях»
У першому залі митці розмістили панно «Дніпро — торговельний шлях», «Богдан Хмельницький» і «Вся влада Радам!», у другому залі — панно «Україна» і фризові композиції «Дніпро промисловий» (або «Праця») й «Відпочинок на Дніпрі» («Відпочинок»).
Перше панно присвячено ролі річки в житті Київської Русі в цілому й середньовічного міста зокрема. У той час Дніпром пролягав стародавній торговельний шлях, який в Лаврентіївському літописі названо «великим шляхом із варяг у греки». На ньому, в гирлі Почайни, функціонував порт.
Панно — панорамна, епічна за духом композиція. Яскрава декоративність досягається за рахунок контрасту шматочків блискучої керамічної плитки, покладеної по основних композиційних лініях і контурах, і матових кольорових цементів фону.

### «Богдан Хмельницький»
«Богдан Хмельницький» — майже обов'язковий для тих часів сюжет, який також символічно пов'язаний з темою об'єкта. Він мав нагадувати про визвольну війну гетьмана, яка сприяла об'єднанню розділених Дніпром частин України.
Розміщене навпроти панно «Дніпро — торговельний шлях».
На думку мистецтвознавців, схематичне трактування фігур й аплікативність просторових планів роблять це панно менш цікавим у порівнянні з першим.

### «Вся влада Радам!»
Такими ж схематичними стали й «острівні» мозаїчні панно «Вся влада Радам!» й «Україна» на торцевих стінах першого і другого залів очікування.
Композиція «Вся влада Радам!» розповідала про повстання арсенальців проти Центральної Ради в січні 1918 року. Зображення пронизане плакатною пафосністю.

### «Україна»
У другому залі очікування зображені кілька сюжетів, скомпонованих у вигляді фриза, які об'єднувала головна мозаїка «Україна».
Дівчина в національному костюмі стоїть зі снопом пшениці біля перекритої греблею річки, уособлювала собою образ «житниці» країни. На думку дослідників, панно має надто шаблонний вигляд.

### Фризи
Застиглому і колористично насиченому панно «Україна» своєю динамічністю і скромною колірною гамою суперечать фризи «Дніпро промисловий» і «Відпочинок на Дніпрі».

### Сграфіто
Декоративне оформлення будівлі завершує сграфіто «Спорт на Дніпрі» на стіні сходового майданчика, який веде на відкриту терасу ресторану. Образи спортсменів і дівчини з веслом викликають віддалені асоціації з мистецтвом 1930-х років. Водночас вони позбавлені ідеологічного підтексту.